# Polytrichum ambiguum
Polytrichum ambiguum là một loài rêu trong họ Polytrichaceae. Loài này được Michx. mô tả khoa học đầu tiên năm 1803.